# Heinrich Frese
Heinrich Frese (* 27. Mai 1794 in Bremen; † 20. Juli 1869 in Bremen) war ein deutscher Bildhauer.

## Biografie
Frese nahm 1814 zunächst als Hoboist (Oboenbläser, Militärmusiker) der Bremer Infanterie am Feldzug gegen Frankreich teil. Nach einer kurzen Ausbildungszeit bei dem Bremer Holzschnitzer und Bildhauer Georg Andreas Steinhäuser ging Frese auf Wanderschaft, die ihn bis Paris führte, wo er für ein halbes Jahr als Steinhauer wirkte. Nach seiner Rückkehr nach Bremen führte er diverse Bildhauerarbeiten aus. 1825 wurde er Ehrenmitglied des Bremer Kunstvereins. 1826 fertigte er die dekorativen Reliefarbeiten am Torgebäude des Ostertores, als einige der wenigen noch erhaltenen Arbeiten aus seiner Werkstatt. Im Bremer Dom wurden 1840 im Rahmen der Gotisierung der Innenausstattung fünf von ihm gefertigte Apostelfiguren aufgestellt.